# Prometeo Cerezo de Diego
Prometeo Cerezo de Diego (Almazán, 1938-Madrid, 11 de diciembre de 2024) fue un agustino, profesor universitario y jurista español, especialista en asuntos internacionales.
Es conocido por su libro Alonso de Veracruz y el derecho de gentes por el que recibió el premio Luis García Arias del Instituto Hispano-Luso-Americano de Derecho internacional. Por su amplia producción de artículos, discursos y conferencias y la traducción del De Insula de Bártolo de Sassoferrato ha sido ampliamente leído y escuchado.

## Biografía
Nacido en 1938 en la localidad soriana de Almazán, pasó sus primeros años en Sigüenza y Molina de Aragón. Realizó estudios de Filosofía y Teología en el Real Monasterio de San Lorenzo de El Escorial. En 1961 se ordenó sacerdote agustino. Se licenció en Ciencias Políticas y en Derecho Civil por la Universidad Complutense de Madrid, consiguiendo el grado de doctor en Derecho en 1982 con su tesis Alonso de Veracruz (1507-1584) y el derecho de gentes, obteniendo mención cum laude.
Aunque su principal actividad ha sido la de docente como profesor titular de Derecho Internacional Público en la Facultad de Derecho de la Universidad Complutense de Madrid, así como profesor encargado de Derecho Internacional Público en el Real Centro Universitario María Cristina de El Escorial (1966-2003), también fue Decano de Derecho del Real Centro Universitario María Cristina de El Escorial (1986-2006), vicepresidente de la Junta Directiva de la International Law Association (Sección Española) (1986-2006), secretario General del Instituto Hispano-Luso-Americano de Derecho Internacional desde 1989 y director del anuario de dicha institución (1989-2017).
Fue Académico de número de la Academia Interamericana de Derecho Internacional y Comparado, con sede en Lima; Académico correspondiente de la Real Academia de Jurisprudencia y Legislación; Miembro correspondiente de la Asociación Argentina de Derecho Internacional y del Instituto Paraguayo de Derecho Internacional; Miembro de la Lista de Árbitros de la Cámara de Comercio e Industria de Madrid; Miembro del Capítulo Hispanoamericano de Caballeros del Corpus Christi en Toledo; Caballero de la Orden de Andrés Bello, en la primera clase (Banda de honor) y Caballero de la Orden de Rizal.
Asimismo, realizó funciones de asesoramiento internacional como Asesor jurídico de la Embajada de Guatemala en España y del Gobierno de Guatemala desde 1997, Asesor jurídico del Gobierno de Perú (1999), Asesor jurídico del Gobierno de la República de El Salvador (2009), y de la República de Filipinas.
También fue un asiduo colaborador en prestigiosas revistas científicas como la Revista Española de Derecho Internacional; Anuario Jurídico y Económico Escurialense; Revista de Filosofía de la Universidad Iberoamericana; La Ciudad de Dios; y del Anuario Hispano Luso Americano de Derecho Internacional que, bienalmente, edita el Instituto Hispano-Luso-Americano de Derecho Internacional y del que fue director desde el año 1989 hasta 2017.
Fruto de la pasión y el entusiasmo del Dr. Prometeo Cerezo de Diego por el Derecho Internacional y por tanto, una aportación para el Derecho Internacional constituye la creación de la llamada Escuela escurialense de Derecho internacional a la que pertenecen un grupo de discípulos procedentes de sus años de docencia en el Centro universitario María Cristina de El Escorial.

## Alonso de Veracruz  y el Derecho de gentes
Desde la publicación de sus primeros trabajos dedicados a Bártolo de Sassoferrato, considerado como el jurista más influyente de todos los siglos y máximo artífice de lo que es el Derecho Privado Común que, junto al Derecho canónico, forman el utrumque ius, pilar clave de la cultura jurídica europea, el Dr. Prometeo Cerezo de Diego dejó claro desde el principio de su vida jurídica que su trayectoria intelectual iba a estar encaminada hacia el Derecho Internacional Público y, en particular, hacia los problemas derivados de la Conquista de América que culminaron en su obra más importante titulada: Alonso de Veracruz y el Derecho de gentes, tesis doctoral galardonada con el Premio internacional “Luis García Arias” del Instituto Hispano-Luso-Americano de Derecho Internacional, en la que expuso la postura de Alonso de Veracruz sobre la Conquista de América y sus relaciones con su maestro Francisco de Vitoria y la Escuela de Salamanca.
A partir de ese trabajo el Dr. Prometeo Cerezo publicó con regularidad numerosos estudios, centrados todos en la figura de Veracruz, en los cuales, desde diferentes perspectivas, abordó estudios sobre la figura del misionero, evangelizador agustino y catedrático de la recién creada Universidad de México (1553) y el importante papel desempeñado por aquel en la Conquista de América.
El Tratado de Veracruz, según el Dr. Prometeo, conjuga dos importantes factores: la presencia del mismo en el lugar de los acontecimientos; y los conocimientos necesarios para emitir opiniones serias y responsables sobre la Conquista. Señala, por esto, el Dr. Prometeo Cerezo la trascendencia del tratado de preparar sobre firmes principios teológicos a los futuros consultores o confesores de aquellos conquistadores o encomenderos que enfrentaban cada día cuestiones difíciles de conciencia originadas por la apropiación de la tierra, la imposición de tributos y el servicio personal de los indígenas. En ese sentido, Fray Alonso de Veracruz, asienta los principios que habrían de llevar un trato más justo y más humano para los indígenas del Nuevo Mundo.
La importancia, hoy en día, de la visión de Alonso de Veracruz incide sobre problemas actuales. La realidad de los conflictos étnicos y culturales en América latina y las demandas indígenas en la actualidad guarda una cierta similitud con las conclusiones a las que llegaron los teólogos de Salamanca, y en especial Veracruz, lo que da vida nuevamente a las obras de los escolásticos del siglo XVI porque la polémica sobre la justicia entre indios y no indios sigue presente en las comunidades latinoamericanas y en numerosos conflictos enunciados hace casi quinientos años por los estudiosos de la Escuela de Salamanca.
Este tema de la justicia en la Conquista de América y los derechos, valores y principios que demandaron los teólogos para los indígenas, que ha apuntado el Dr. Prometeo Cerezo en sus numerosos estudios y conferencias, es tan de actualidad que su importancia se ha visto culminada recientemente en una tesis doctoral. En ella se expone el modo en que aquellos principios expuestos en la obra de Veracruz quien, fundado en el conocimiento y sabiduría de las culturas americanas, hizo una valoración de las mismas y reconoció la legítima propiedad de los indios sobre sus tierras, abogando por las ideas sobre libertad, igualdad y justicia que nacen tras la Conquista, y que no quedan en meros pronunciamientos de carácter utópico.

## Instituto Hispano-Luso-Americano de Derecho internacional
La conmemoración del V Centenario del nacimiento de la reina Isabel la Católica, en el año 1951, motivó que un grupo de profesores españoles de Derecho internacional asumiera la iniciativa de invitar a otros profesores e instituciones científicas de países de estirpe española y portuguesa, dedicados al estudio de esta disciplina, a celebrar un Congreso de Derecho internacional en Madrid para estudiar conjuntamente los problemas que tenía planteados en aquel momento el orden jurídico internacional.
Desde su fundación, el IHLADI ha contado entre sus miembros con una lista numerosa de profesores, diplomáticos, especialistas en Derecho internacional, Jefes de Estado, hombres de Gobierno, presidentes de la Asamblea General de las Naciones Unidas, altos funcionarios internacionales de las Naciones Unidas, de la Organización de Estados Americanos y de la Asociación Latinoamericana de Integración; jueces y presidentes del Tribunal Internacional de Justicia, del Tribunal del Derecho del Mar, del Tribunal de Justicia de las Comunidades Europeas, del Tribunal Europeo de Derechos Humanos, del Tribunal de Justicia del Acuerdo de Cartagena, de la Corte Interamericana de Derechos Humanos, del Tribunal Penal Internacional para la antigua Yugoslavia, del moderno Tribunal Penal Internacional, miembros de la Comisión de Derecho Internacional de Naciones Unidas, entre otros.
En el año 1989, Prometeo Cerezo de Diego fue nombrado Secretario General del Instituto Hispano-Luso-Americano de Derecho Internacional y a partir de entonces organizó congresos en diferentes lugares del mundo, contribuyendo al desarrollo y difusión del Derecho internacional, dotándolo de un mayor contenido y estableciendo relaciones entre personalidades destacadas del ámbito iusinternacional de diferentes países.
Asimismo, desde el año 1989 el Dr. Cerezo fue nombrado director del Anuario del Instituto Hispano-Luso-Americano de Derecho Internacional que ofrece estudios doctrinales en lengua española y portuguesa y está abierto tanto a los miembros y asociados del Instituto como a cualquier especialista en Derecho internacional que tenga interés en divulgar sus trabajos científicos originales. El Anuario recoge, además, las actividades que viene desarrollando el Instituto desde su creación, muy en particular las ponencias presentadas y las resoluciones adoptadas en los Congresos que periódicamente celebra, a través de los cuales ha promovido la difusión y el conocimiento del Derecho internacional.

## Influencia académica y cultural
Creó la Escuela escurialense de Derecho internacional a la que pertenecen un grupo de discípulos, alumnos procedentes de sus años de docencia en la Universidad “María Cristina” de El Escorial, que a lo largo de los años se han formado y especializado siguiendo las directrices de su maestro, el Dr. Prometeo Cerezo de Diego en el ámbito del Derecho Internacional público y privado .
Entre las características que comparte esta Escuela se encuentran:
- La relación interdisciplinar, trabajando con profesores de las otras áreas de conocimiento, en seminarios, cursos y proyectos de investigación.
- La preferencia por el trabajo en grupo, compartiendo esfuerzos y resultados, y actuando en lo posible como un colectivo identificado en la comunidad universitaria.
- La vocación docente, con especial atención a sus alumnos de cada rama profesional, como demuestran los proyectos y actividades y publicaciones en el ámbito de la innovación docente.
- El carácter eminentemente crítico de sus investigaciones, tratando temas de enorme actualidad y muy controvertidos social y jurídicamente.
- La vocación agustiniana de servicio a la sociedad, implicándose en la gestión universitaria en diferentes responsabilidades.
- La reivindicación de su formación agustiniana y del legado escurialense.
A este grupo pertenecen juristas destacados, todos ellos discentes de El Escorial y discípulos del Dr. Prometeo Cerezo de Diego, especialistas en Derecho internacional público y privado y Filosofía del Derecho.